# La Rovira (Sant Pau de Segúries)
La Rovira és una obra del municipi de Sant Pau de Segúries (Ripollès) inclosa en l'Inventari del Patrimoni Arquitectònic de Catalunya.

## Descripció
Consta de dues edificacions separades, una destinada a habitatge, i l'altra a pallissa. És d'una acusada simetria amb un cos de galeria molt fi a nivell del primer pis. No correspon a cap tipologia semblant dins la comarca. La pallissa, amb la mateixa disposició que l'habitatge, també té dobles les arcades del primer pis fent patent la càrrega cultural del conjunt. Aquest s'adapta perfectament al territori ordenant-lo d'una manera exemplar.